# Copa Sevilla 2004
Il Copa Sevilla 2004 è stato un torneo di tennis facente parte della categoria ATP Challenger Series nell'ambito dell'ATP Challenger Series 2004. Il torneo si è giocato a Siviglia in Spagna dal 4 al 10 ottobre 2004 su campi in terra gialla.

## Vincitori

### Singolare
Óscar Hernández Perez ha battuto in finale  Alexander Waske con il punteggio di 7–5, 3–6, 6–4.

### Doppio
Tomas Behrend /  Alexander Waske hanno battuto in finale  Óscar Hernández /  Álex López Morón con il punteggio di 7–6(0), 7–6(2).